# 230 Nord 3.078 à 3.354
Les 230 Nord 3.078 à 3.354 puis 230A 1 à 174 sont des locomotives à vapeur de la Compagnie des chemins de fer du Nord. Ce sont des machines à trois essieux moteurs couplés et bogie guideur à l'avant de disposition d'essieux 230 et du type compound à vapeur saturée "Du Bousquet - De Glehn" développé par la Société alsacienne de constructions mécaniques.
Ce type de locomotive « bonne à tout faire » a été adopté par de nombreux réseaux tant français qu'étrangers. On les retrouve notamment sous le nom de 230 SACM.
La compagnie des chemins de fer du Nord Belge fera construire en Belgique 34 machines identiques mais munies d’un abri plus court immatriculées entre 321 et 362.

## Genèse
La Compagnie des chemins de fer du Nord désireuse d'augmenter la charge remorquée et la vitesse de ces trains fit construire le prototype 130 Nord 3.101 en 1887 mais cette machine ne répondit pas en l'attente des dirigeants. En 1896 la Compagnie des Chemins de fer du Midi mit en service deux séries de Ten Wheel, la Série 1300 à roues de 1750 mm et la Série 1400 à roues de 1610 mm, et devant les résultats obtenus la Compagnie des chemins de fer du Nord demanda le prêt d'une machine pour faire des essais.
Ces essais, faits avec la 1301, se déroulèrent de novembre 1896 à janvier 1897. Elle se montra capable de remorquer des express de 200 t à plus de 100 km/h ou des trains de marchandises de 1 000 t à 35 km/h. Devant les résultats obtenus, il fut décidé de commander immédiatement un lot de cinquante locomotives construites sur la base de celle du Midi.

## Livraison des machines
Les locomotives furent construites par plusieurs constructeurs entre 1897 et 1913 selon le schéma suivant :
- les 3.078 à 3.080 par la Société du Hainaut en 1911
- les 3.081 à 3.100 par la Société française de constructions mécaniques en 1911
- les 3.101 à 3.105 par la société Schneider en 1909
- les 3.106 à 3.120 par la société Franco-Belge en 1909
- les 3.121 à 3.130 par la Société alsacienne de constructions mécaniques en 1897
- les 3.131 à 3.150 par la société Fives-Lille en 1898
- les 3.151 à 3.160 par la société Schneider en 1898
- les 3.161 à 3.170 par la Société de construction des Batignolles entre 1897 et 1898
- les 3.171 à 3.195 par la Société alsacienne de constructions mécaniques en 1901
- les 3.196 à 3.215 par la Société de construction des Batignolles entre 1901 et 1902
- les 3.216 à 3.225 par la société Fives-Lille entre 1902 et 1903
- les 3.226 à 3.235 par les ateliers de la Compagnie entre 1905 et 1906
- les 3.236 à 3.247 par la Société alsacienne de constructions mécaniques en 1909
- les 3.248 à 3.257 par la société Schneider en 1909
- les 3.258 à 3.277 par la société Fives-Lille en 1909
- les 3.278 à 3.287 par la société Schneider entre 1909 et 1910
- les 3.288 à 3.302 par la société Schneider en 1910
- les 3.303 à 3.314 par la Société du Hainaut en 1911
- les 3.315 à 3.320 par la société Cockerill en 1912
- les 3.321 à 3.334 par la société Énergie en 1911
- et les 3.335 à 3.354 par la société des Ateliers de construction du Nord de la France en 1913

## Utilisation et service

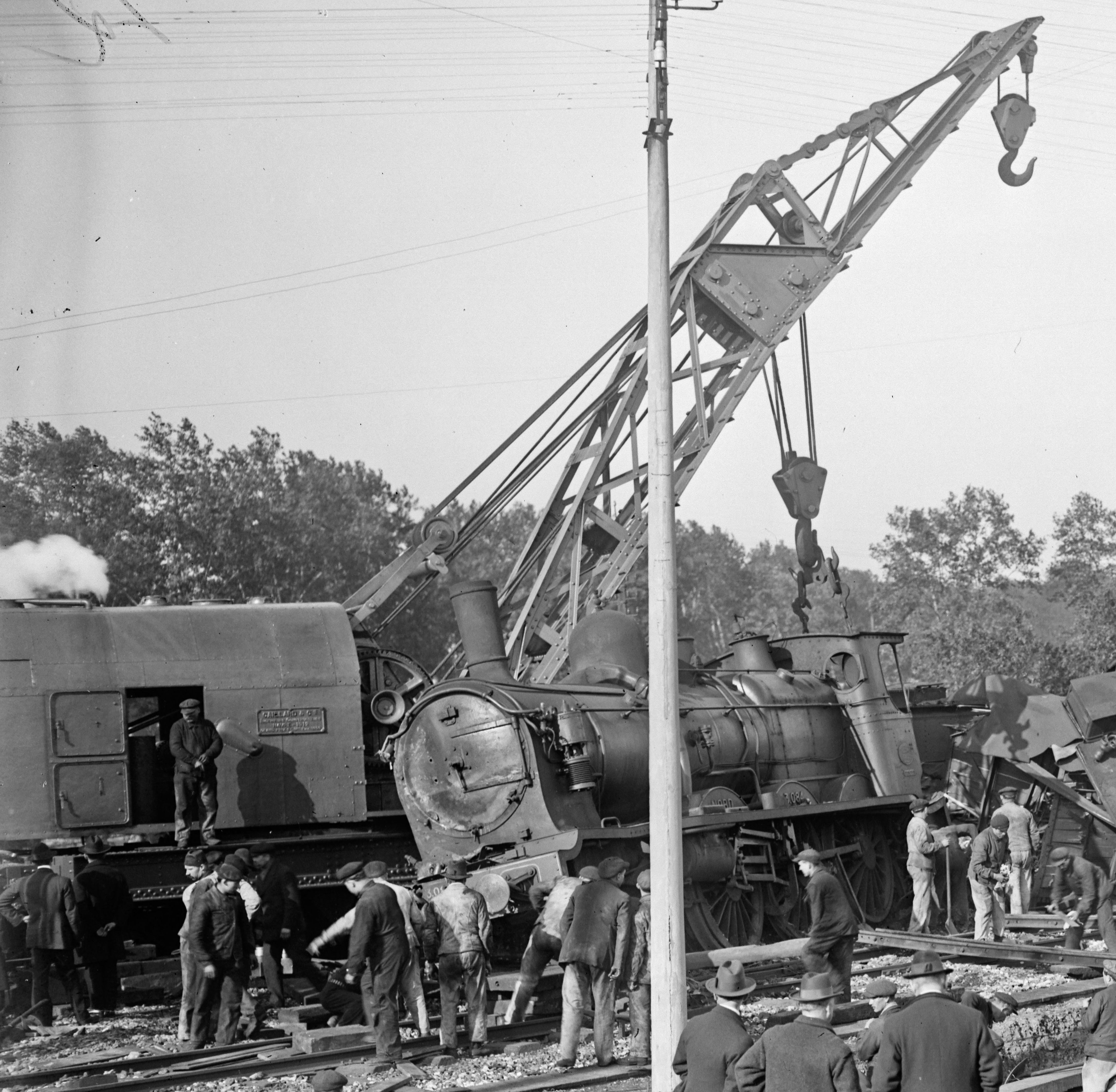
Relèvement de la 3.084 accidentée le 24/10/1922 près de Saint-Denis.

Le premier lot de machines qui comprenait 50 unités fut affecté aux dépôts de La Chapelle, Creil et Boulogne et dès leur mise en service ces locomotives furent appréciées par le personnel. Devant les résultats obtenus, sur tous les types de trains, il fut décidé de poursuivre la construction de la série avec pour conséquence une disparité dans la continuité des dates de fabrication par rapport aux numéros des machines. La série fut alors répartie dans une vingtaine de dépôts couvrant toute la région de la Compagnie !
Bien qu’étudiées pour des trains de voyageurs et de messageries, elles furent engagées, non sans succès, en tête des trains de charbon dont elles permirent d’augmenter notablement la vitesse, du moins sur les lignes à profil facile. Entre les houillères du Nord-Pas-de-Calais ou du Nord et Paris, elles se voyaient confier des trains de 950 tonnes tandis qu'elles tractaient 600 tonnes entre Valenciennes et Hirson et 450 entre Busigny et Hirson, la vitesse chutant fréquemment à 25 km/h en raison des fortes rampes. Les 031+130 T Nord 6.121 à 6.168 prirent leur relève sur ces lignes difficiles à partir de 1905.
Laissant les trains de voyageurs les plus légers aux 220 Nord 2.121 à 2.180 (futures : 2-220 A ? à ? ) elles virent pourtant leurs prestation battue en brèche avec l'arrivée des 230 Nord 3.513 à 3.662 (futures : 2-230 D 1 à 149 ) en 1908 et des 231 Nord 3.1151 à 3.1170 (futures : 2-231 A 1 à 20 ) en 1912 sur les trains les plus prestigieux.
De même la livraison des 140 Nord 4.061 à 4.340 (futures : 2-140 A 1 à 280 ) en 1912 soulagea les machines sur la remorque des trains de charbon. À partir de cette date elles furent reléguées à la remorque des trains voyageurs directs ou omnibus et des trains de marchandises plus légers. En 1920 arrivèrent sur la région les P8 (futures : 2-230 C ? à ? ) qui restreignirent encore le champ d'activité de ces machines en prenant la traction des petits express et autres messageries!
Si en 1935 il ne manquait à l'appel que 3 machines, les 3.085, 3.205 et 3.280, la Seconde Guerre mondiale fut fatale pour une cinquantaine de locomotives ! À la formation de la SNCF, en 1938, elles furent réimmatriculées : 2-230 A 1 à 277. N'assurant plus que des semi-directs, des omnibus et des trains de desserte marchandise sur les lignes secondaire la série ne comptait plus que 174 exemplaire en 1949. À partir de là l'effectif commença sérieusement à fléchir mais le coup le plus fatal fut la venue sur la région Nord de 230 G mutées du Sud-Ouest en 1956, qui ne laissa que trente-trois machines en 1958 et 15 fin 1959. La dernière machine en service fut la 230 A 227, qui fut réformée en 1962.
Les deux dernières locomotives, à savoir les 2-230 A 24 et 227, furent amorties en 1962.
On les trouve en tête de toutes sortes de trains : 
- omnibus constitués de :
  - voitures à deux ou trois essieux : types Nord à portières latérales, « trois pattes » ex-PLM, prussiennes, « boites à tonnerre », etc.
  - voitures à bogies : Talbot, Express Nord, TY, Romilly, Bruhat, etc.
- trains de charbon composés de tombereaux à deux essieux, de TP, trains de marée, messagerie, patachons, MV…

### En Belgique
Les douze premières locomotives de la série 321 à 362 les 301 à 310 dérivées des 220 Nord 2.121 à 2.180 en tête des trains internationaux reliant Paris à l'Allemagne. Les dépôts de Saint-Martin (Charleroi) et Kinkempois (Liège) se répartissent ces 34 locomotives. Roulant au départ de Liège, elles sont d'abord relevées par des locomotives du Nord français à Charleroi-Sud puis ultérieurement en gare d'Aulnoye-Aymeries. Elles sont également utilisées sur des trains à arrêts fréquents sur l'artère principale ainsi que sur des trains aboutissant à Dinant et Givet lorsque les locomotives de la série 421 à 455 (identiques aux 140 Nord 4.061 à 4.340) reprennent la traction des trains internationaux à partir de 1927. Les 321 à 362 servent également sur des trains reliant Charleroi à plusieurs villes du Nord de la France à la même époque.
Durant la Seconde Guerre mondiale, elles sont renumérotées dans le type 22 de la SNCB et la série est regroupée dans la région de Charleroi où elles demeurent jusqu'à la fin de leur carrière. Les dessertes d'avant-guerre restent partiellement assurées par les type 22 des dépôts de Saint-Martin et Montingnies-sur-Sambre. Les locomotives du dépôt de Tamines sont surtout utilisées en complément des compounds du type 8 (dérivées des 230 PO 4001 à 4084) sur les lignes en direction de Ramillies, Landen, Dinant et Jemelle, (lignes 147 et 150) mais aussi sur quelques trains vers Huy et même Bruxelles-Midi via la ligne 124. Les dépôts de Saint-Martin et Montignies affectent également les type 22 ex-Nord-Belge aux dessertes vers Mariembourg, Couvin et Treignes (lignes 132 et 134) ainsi que vers Piéton, Mons et Tournai (lignes 112 et 118), sur la ligne 137 en direction de Florennes ou Dinant et sur la ligne 140 en direction d'Ottignies. Les locomotives type 64 (P8 prussiennes) et celles du type 31 remplacent au plus tard en 1948 les cousines belges des 230 Nord dont aucun exemplaire n'est préservé.

## Description
Elles disposaient d'un moteur compound à quatre cylindres décroisés de type « Du Bousquet De Glehn » avec les cylindres HP extérieurs et les cylindres BP intérieurs. Le foyer était de type « Belpaire » et l'échappement à double valves pour les premières machines mais pour les machines livrées à partir de 1909 il fut à cône mobile. La distribution était du type « Walschaerts ». Le bogie était à longerons extérieurs de type « Alsacien » et avait un déplacement latéral de ±53 mm. Il était freiné.

## Tenders
Les tenders qui leur étaient accouplés furent de plusieurs types mais très proches de forme :
- des tenders à 3 essieux contenant 14 m3 d'eau et 4 t de charbon immatriculés ? à ? puis 2-14 A ? à ?
- des tenders toujours à 3 essieux et ayant les mêmes contenances immatriculés ? à ? puis 2-14 B 1 à 102
- des tenders toujours à 3 essieux mais contenant 15 m3 d'eau et 3 t de charbon immatriculés ? à ? puis 2-15 A ? à ?
- et enfin des tenders toujours à 3 essieux et ayant les mêmes contenances immatriculés ? à ? puis 2-15 C 1 à 165[4]

## Sources
- Schneider & Cie, Locomotives, Paris, Imp. Draeger, 1920, 90 p. (lire en ligne), p. 72